# Boo gamla kyrkogård

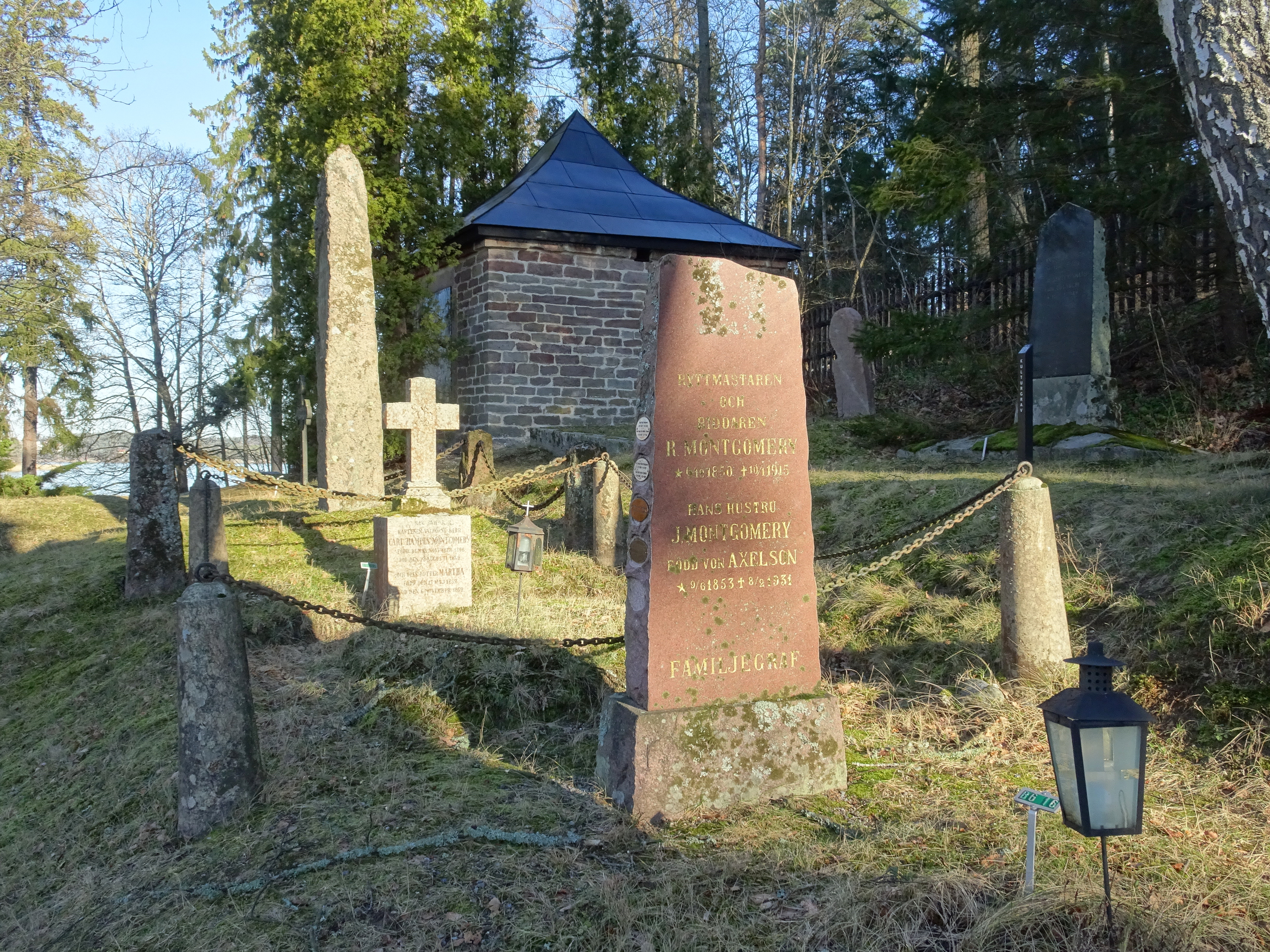
Boo gamla kyrkogård och mausoleet, februari 2020.

Boo gamla kyrkogård är en historisk begravningsplats som ligger på Skogsöudden vid södra sidan om Baggensstäket i Saltsjöbaden, Nacka kommun (dvs på andra sidan sundet i förhållande till tätorten Boo). Begravningsplatsen förvaltas av Boo församling. Begravningsplatsen är en del av Skogsö naturreservat. Idag finns här 47 gravar och nya gravplatser upplåts inte längre.

## Historik
Boo gamla kyrkogård är känd sedan 1600-talet och något äldre än Boo kapell som uppfördes 1635. Begravningsplatsen har använts under långa tider av förbifarande sjöfolk, men hur och varför den kom till är okänt. Den äldsta läsliga kvarvarande gravstenen är från 1737. Den restes för Olof Åberg som skötte tullbommarna i Baggensstäket. Det är även troligt att de stupade svenska soldaterna från slaget vid Stäket 1719 begravdes här.
På begravningsplatsen vilar även Petter Gottberg (1762-1831), skeppare och arrendator av Gotska Sandön. Enligt sägnen var Gottberg strandrövare och mördare. Detta gjorde honom till en uppmärksammad romanfigur under slutet av 1900-talet. Det har gjorts en TV-serie med Sven Wollter i huvudrollen som Petter Gottberg, Husbonden – piraten på Sandön. Gottberg har även skildrats i boken Vrakplundraren av Helmer Lindholm. Mellan 1816 och 1817 pågick en rättegång mot Petter Gottberg om plundring av vrak. På kyrkogården vilar också guldsmeden Magnus Dahlqvist (död 1848), ägare av Boo gård, Anders Walmo (död 1737), uppbördsmannen vid Stäkets bomen samt journalisten och författaren Ester Blenda Nordström (död 1948).

## Bilder

Gravvårdar i urval
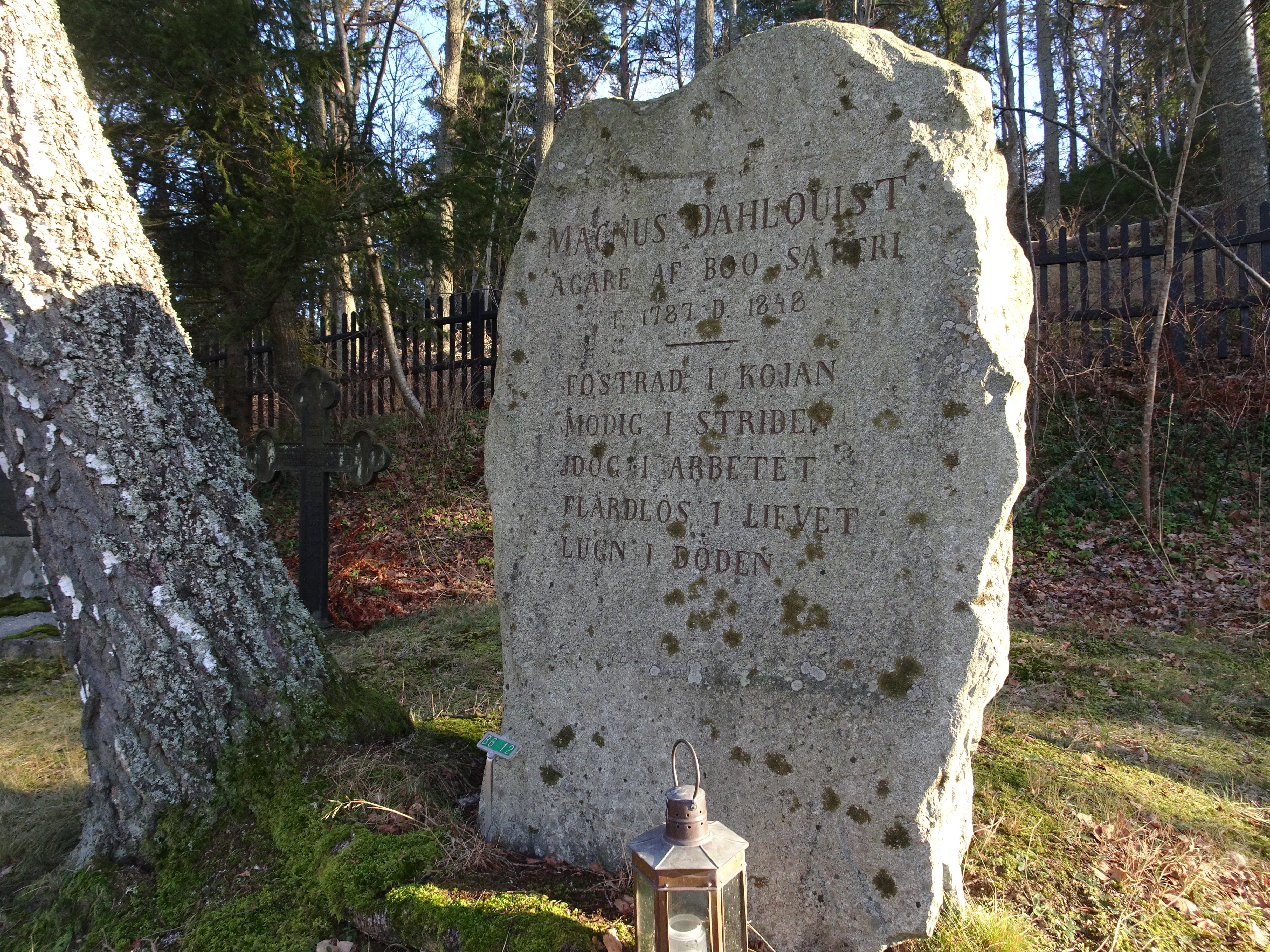
Magnus Dahlquists grav. Han ägde Boo säteri 1829–1848.
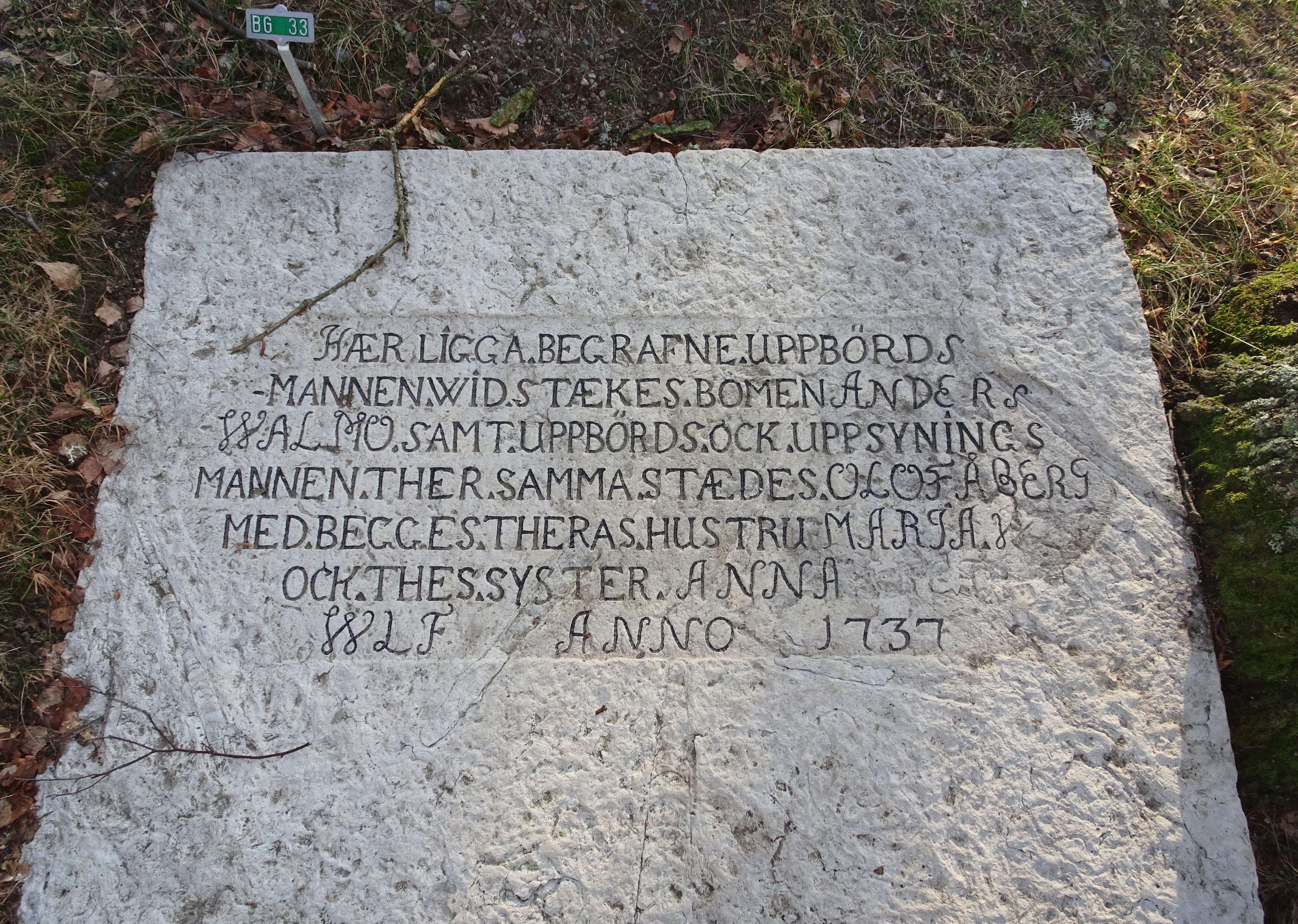
Anders Walmo, uppbördsmannen vid Stäkets bomen.
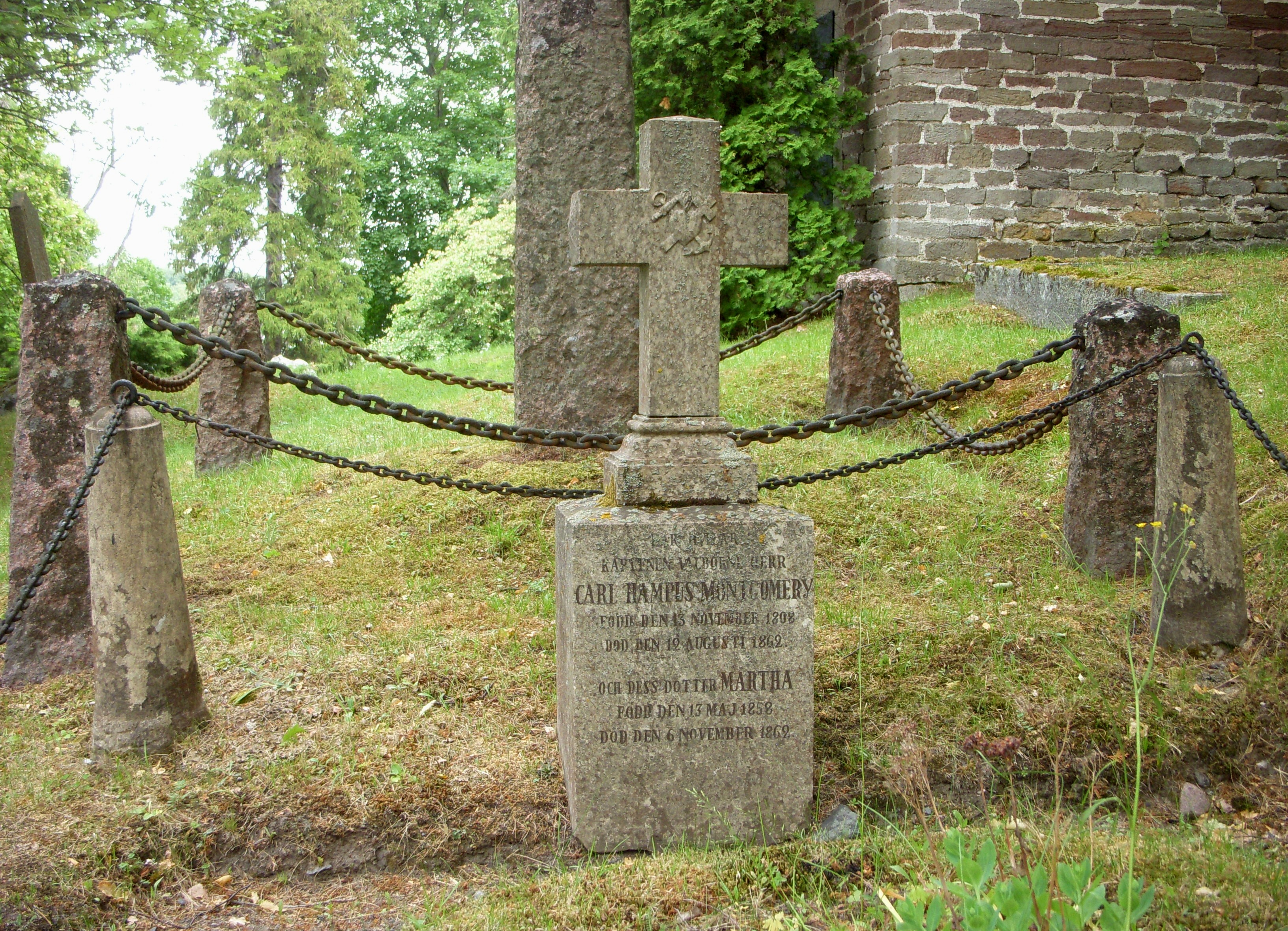
Carl Hampus Montgomery, kapten.
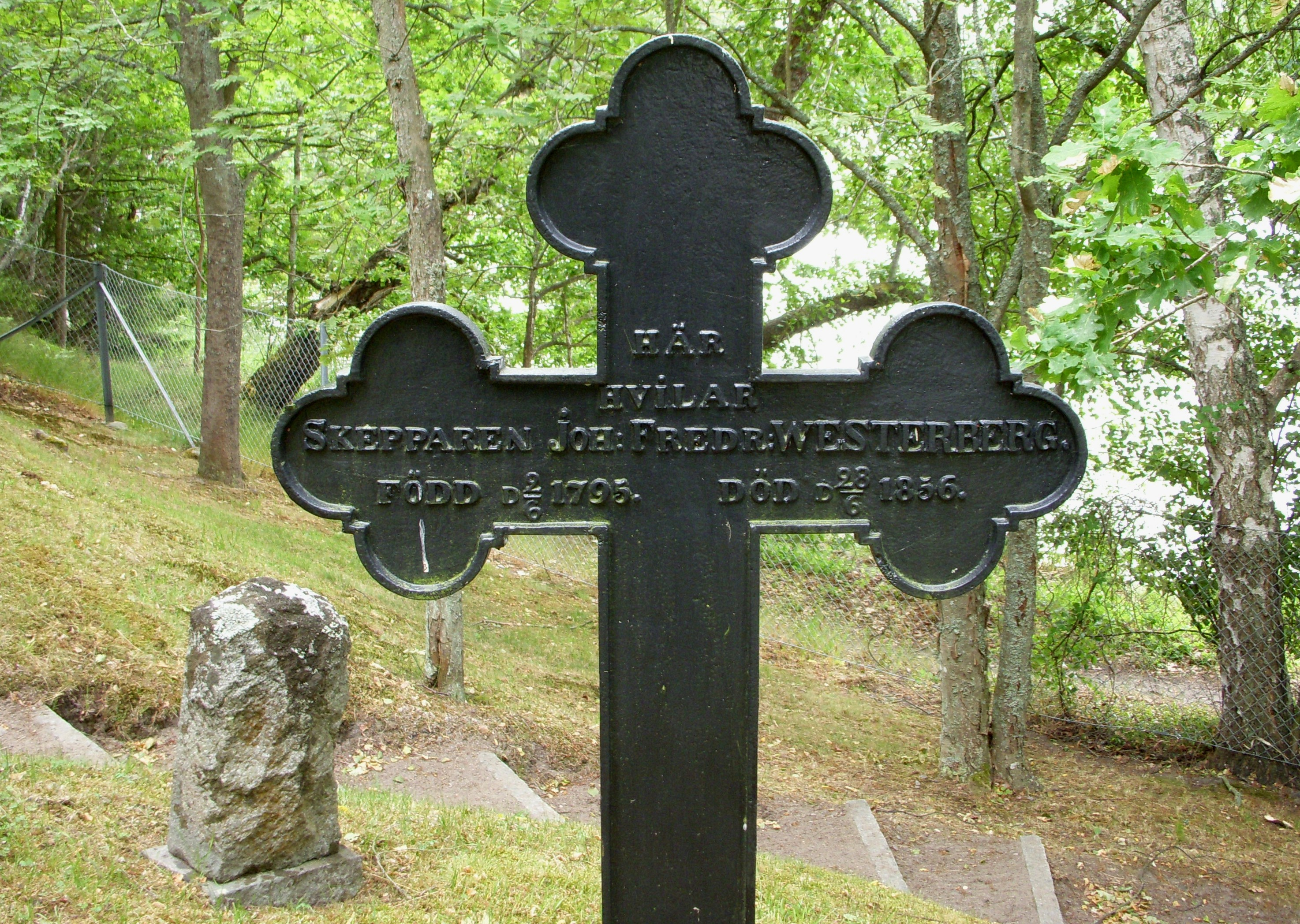
Johan Fredrik Westerberg, skeppare.
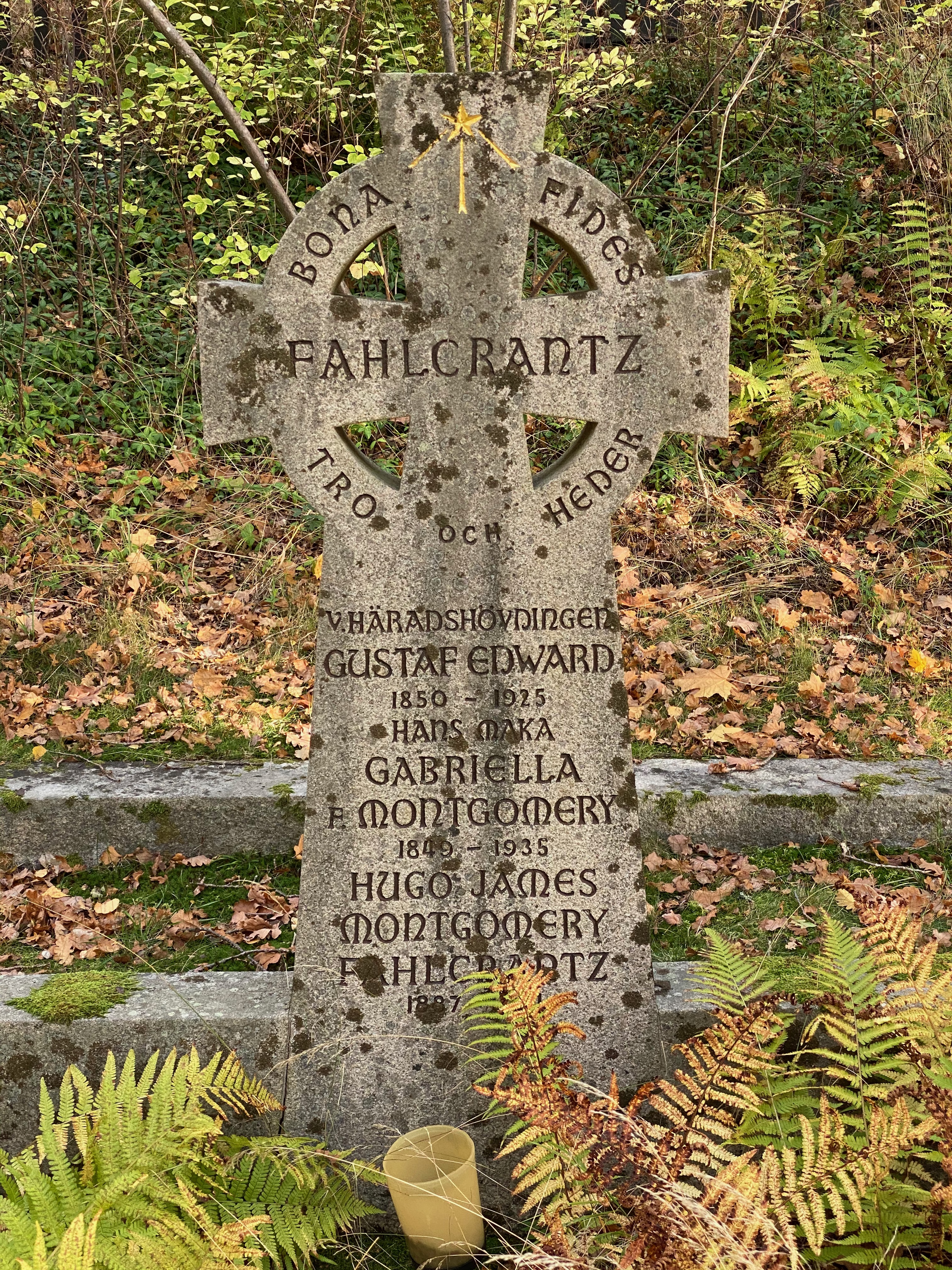
Gustaf Edward Fahlcrantz och hustrun Gabriella f. Montgomery
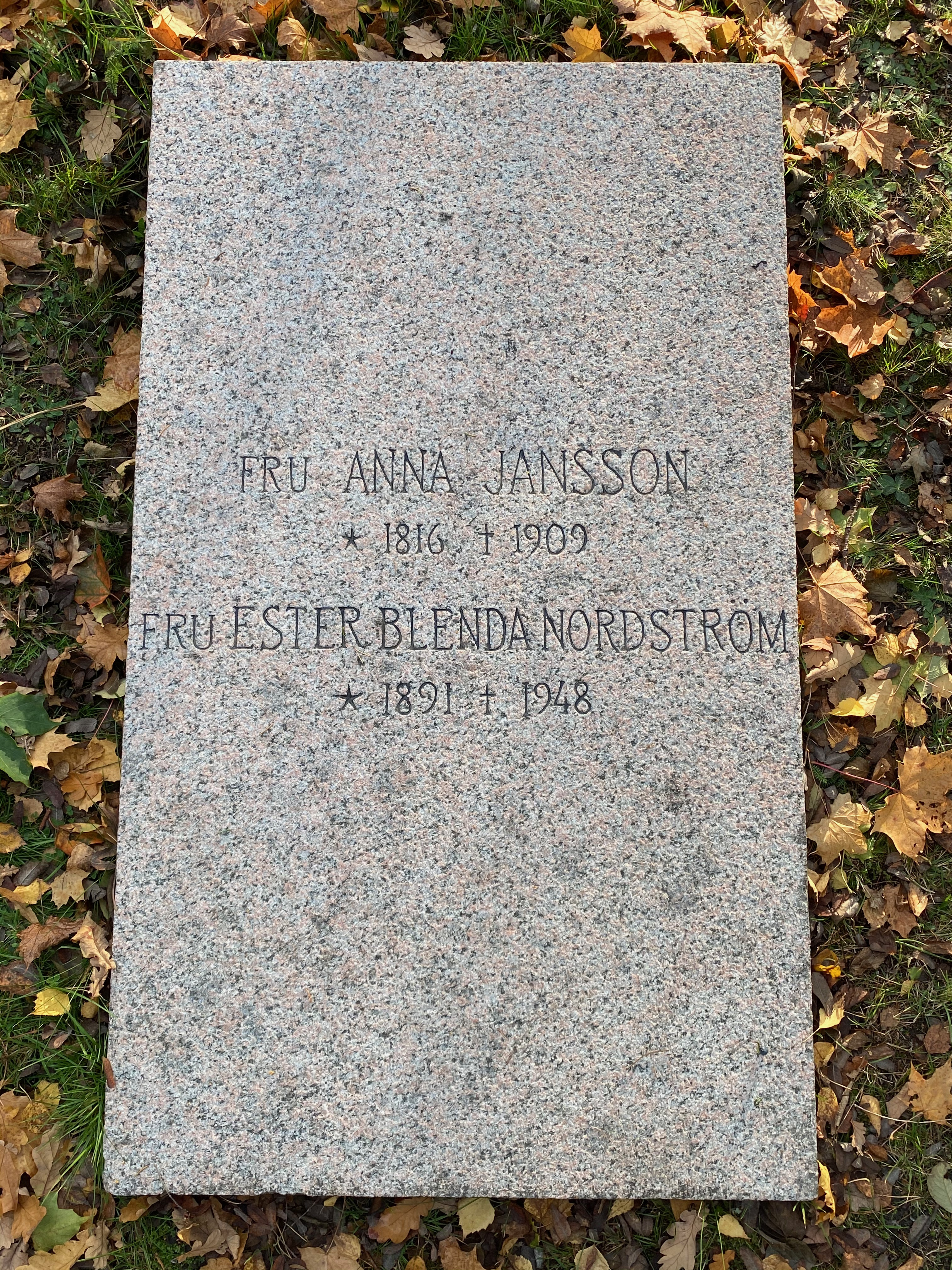
Ester Blenda Nordströms och hennes mormor Anna Janssons grav.
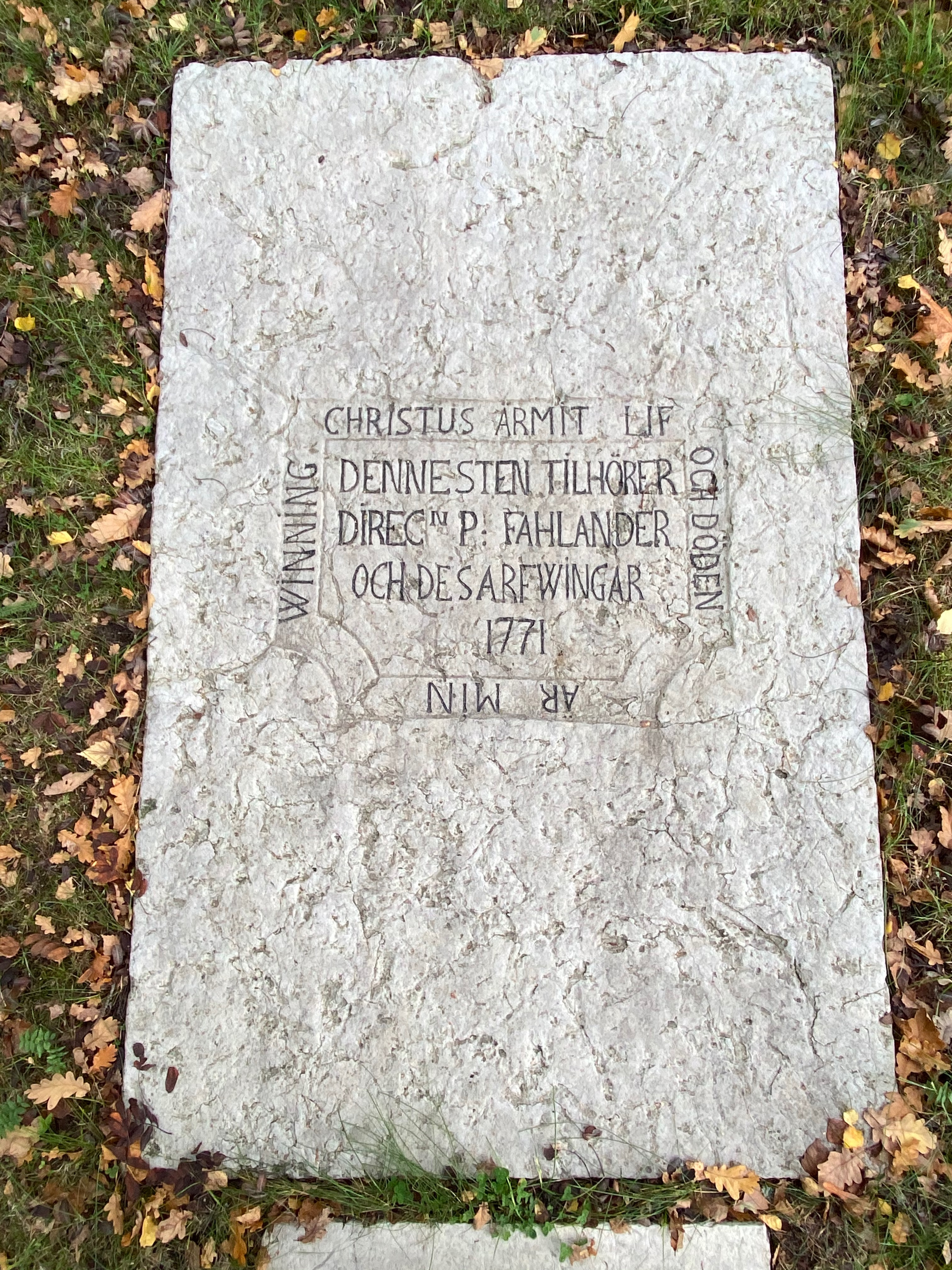
Pehr Fahlanders gravsten. Han var direktör på Björknäs glasbruk. Dock är endast hustrun (1771) och något av barnen (1773) begravda här. Pehr Fahlander själv är begravd 1796 i Ljustorp.
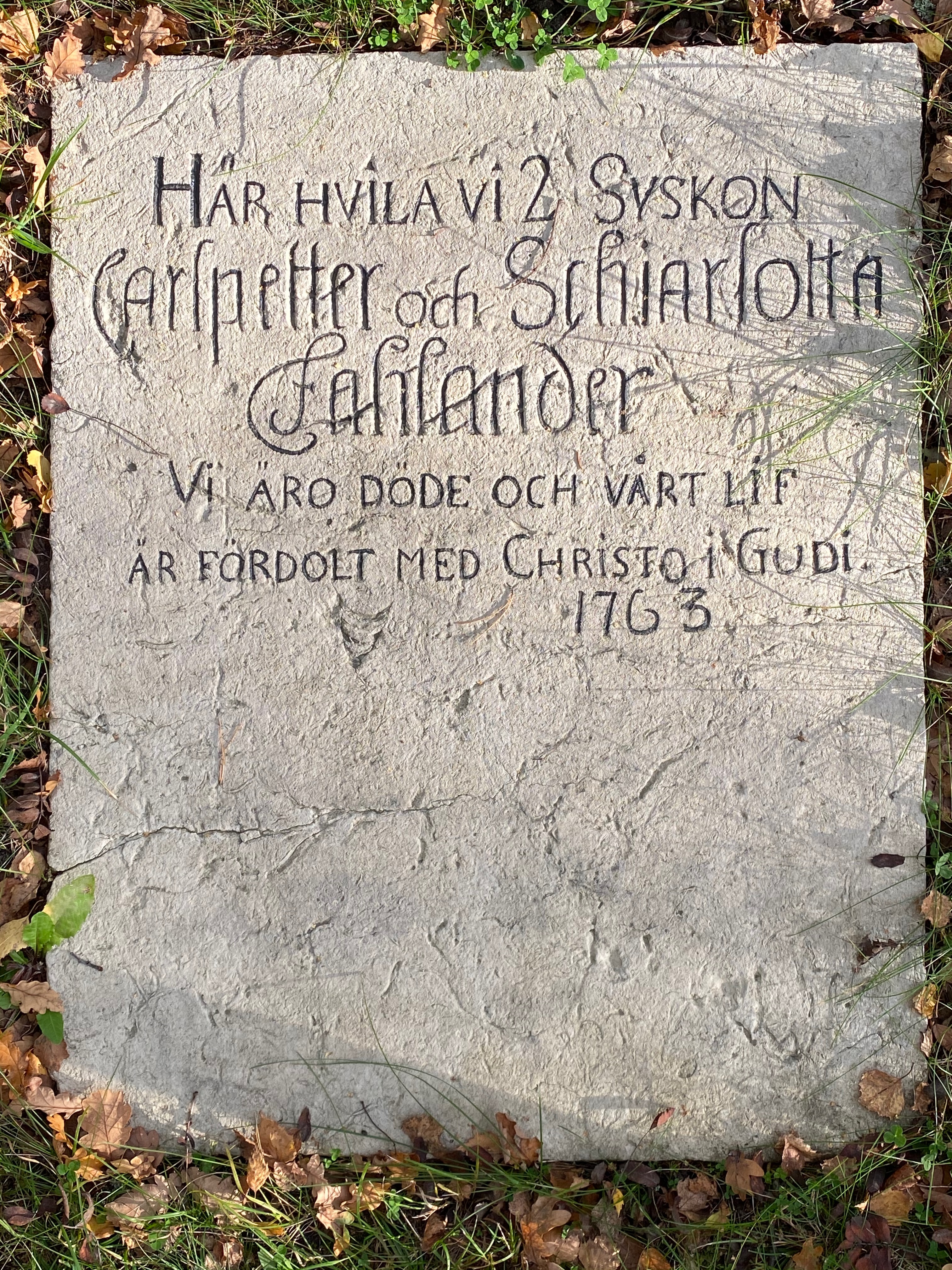
Pehr Fahlanders barn Carl Peter och Charlotta avled i koppor 1763.
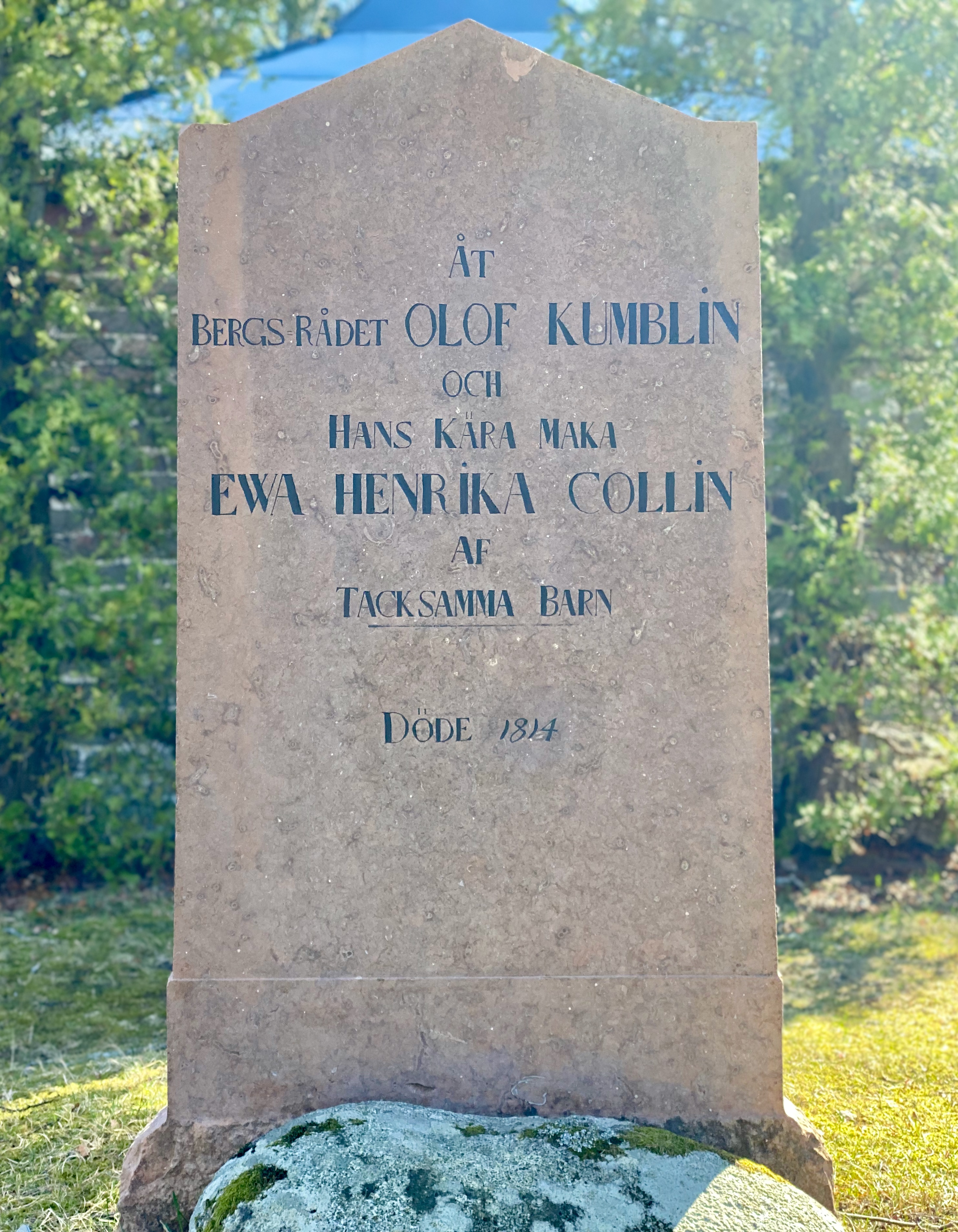
Olof och Ewa Kumblins grav. Bergsrådet Olof Kumblin ägde Boo säteri 1790–1814.
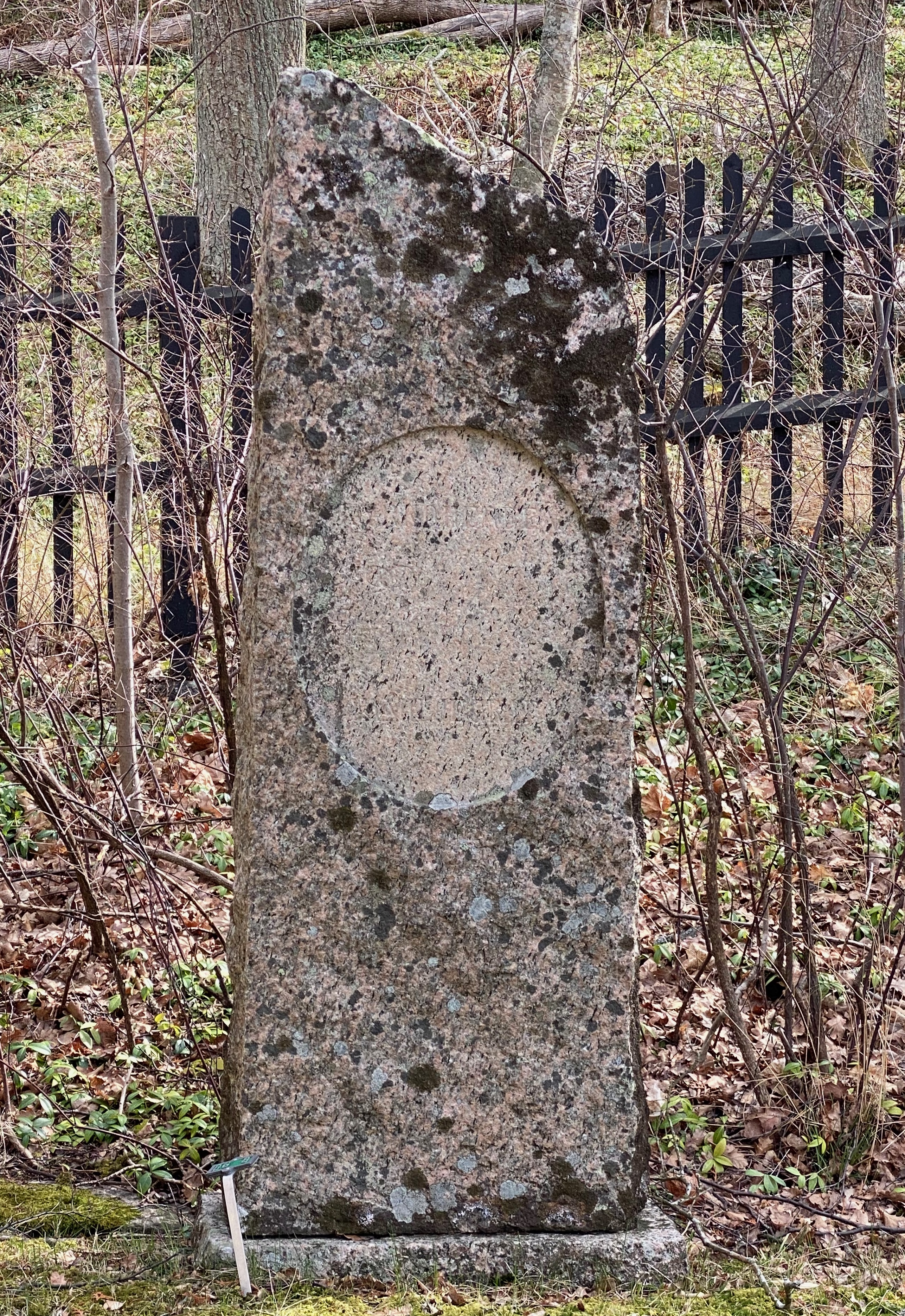
Kyrkoherde Johan Sundmans familjegrav
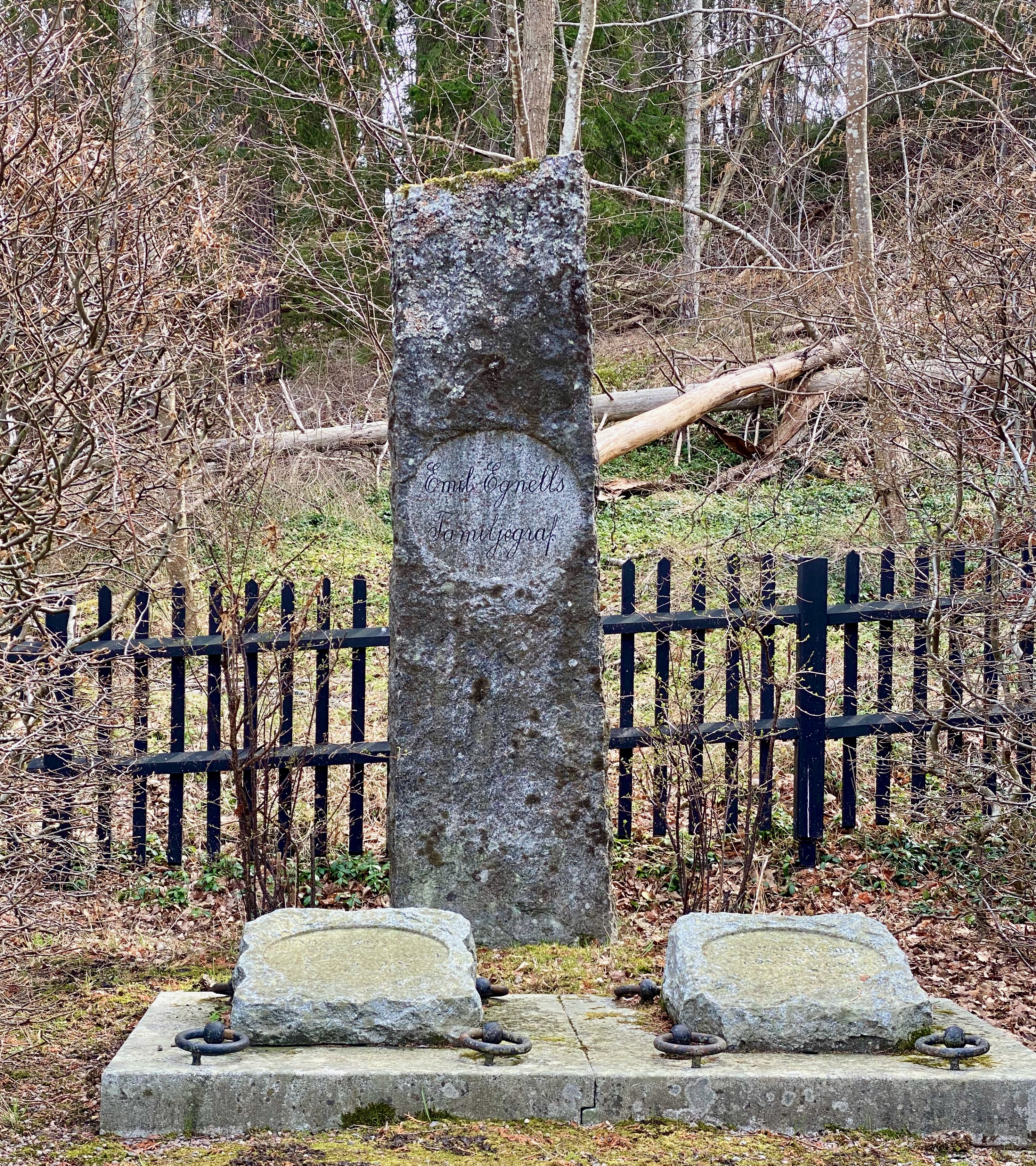
Emil Egnells familjegrav. Familjen Egnell ägde Velamsunds gård 1880–1963 då den såldes till Boo kommun.
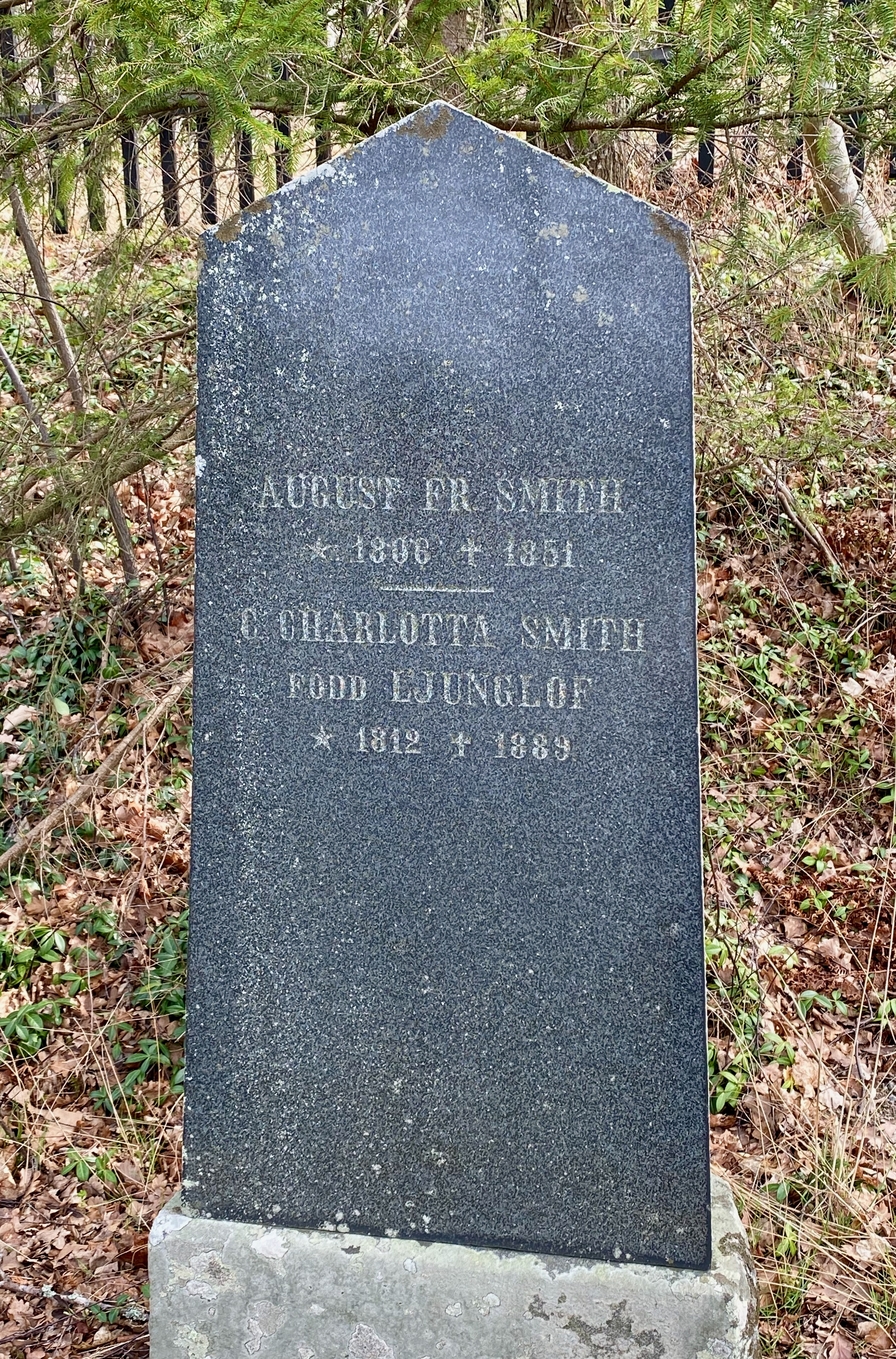
August Fredrik Smiths grav på Boo gamla kyrkogård. A. F. Smith, och senare hans änka, ägde Kummelnäs säteri på 1800-talet.
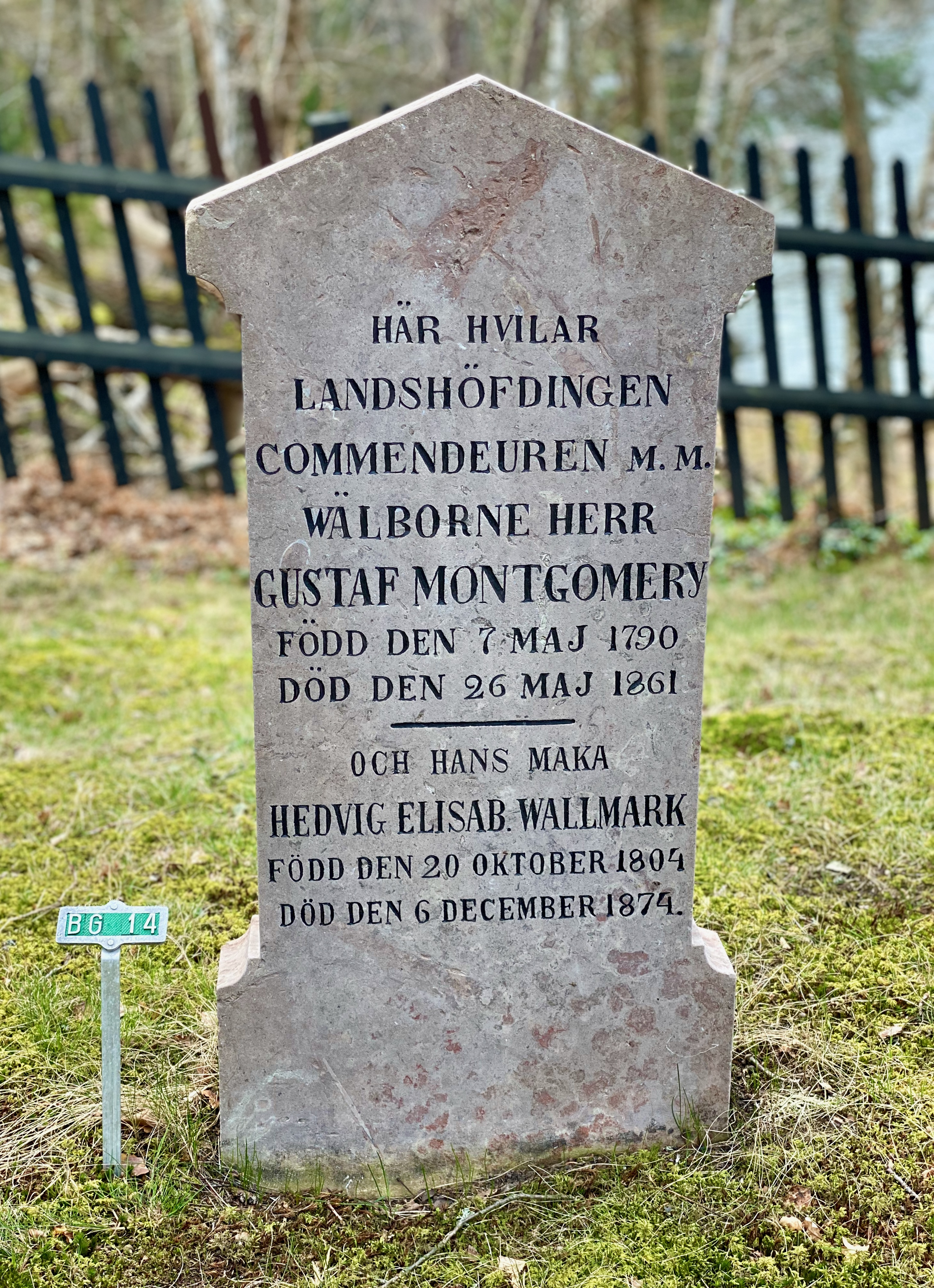
Landshövding Gustaf Montgomerys grav. Montgomery ägde Gustavsviks gård i Boo.
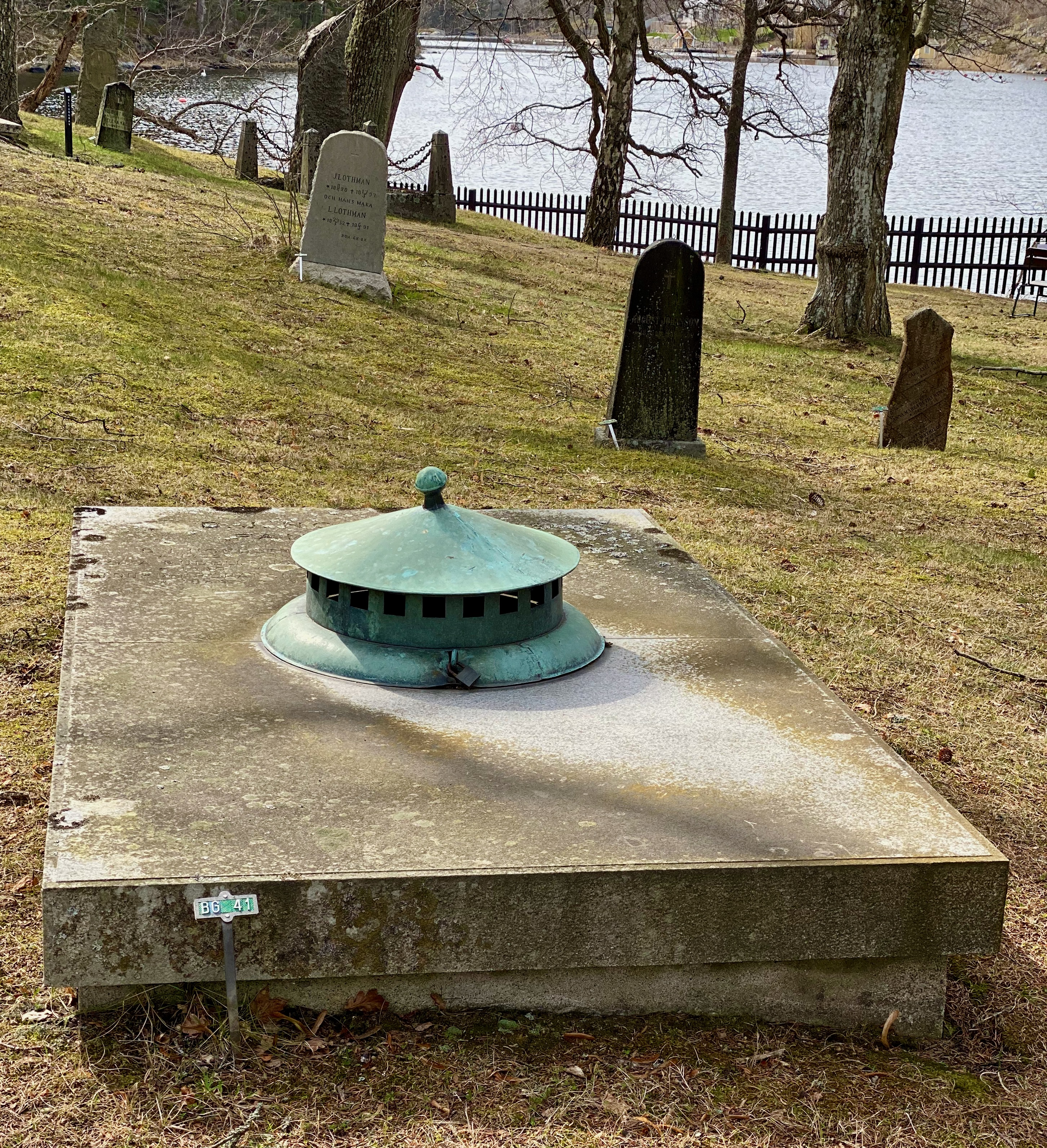
Daniel Johan Nordströms familjegrav.  Daniel Johan Nordström  (1852–1915) och Charlotta Vilhelmina ("Lotten") Nordström f. Jansson (1849–1927) är föräldrar till Ester Blenda Nordström.

## Webbkällor
- Boo församling